# Champigny-la-Futelaye
Champigny-la-Futelaye ist eine französische Gemeinde mit 272 Einwohnern (Stand: 1. Januar 2022) im Département Eure in der Region Normandie. Sie gehört zum Arrondissement Évreux und zum Kanton Saint-André-de-l’Eure.

## Geografie
Champigny-la-Futelaye liegt im östlichen Teil des Départements, 70 Kilometer westlich von Paris. Umgeben wird Champigny-la-Futelaye von den Nachbargemeinden Saint-André-de-l’Eure im Norden, Mousseaux-Neuville im Nordosten, L’Habit und Bois-le-Roi im Osten, Saint-Laurent-des-Bois im Süden und Südosten, Lignerolles im Süden und Südwesten sowie Coudres im Westen.

## Einwohnerentwicklung
| Champigny-la-Futelaye: Einwohnerzahlen von 1793 bis 2016                                                                   | Champigny-la-Futelaye: Einwohnerzahlen von 1793 bis 2016 | Champigny-la-Futelaye: Einwohnerzahlen von 1793 bis 2016 | Champigny-la-Futelaye: Einwohnerzahlen von 1793 bis 2016 | Champigny-la-Futelaye: Einwohnerzahlen von 1793 bis 2016 |
| --- | -------------------------------------------------------- | -------------------------------------------------------- | -------------------------------------------------------- | -------------------------------------------------------- |
| Jahr |                                                          |                                                          |                                                          | Einwohner                                                |
| 1793 | 1793                                                     |                                                          | 188                                                      | 188                                                      |
| 1800 | 1800                                                     |                                                          | 212                                                      | 212                                                      |
| 1806 | 1806                                                     |                                                          | 240                                                      | 240                                                      |
| 1821 | 1821                                                     |                                                          | 276                                                      | 276                                                      |
| 1831 | 1831                                                     |                                                          | 295                                                      | 295                                                      |
| 1836 | 1836                                                     |                                                          | 294                                                      | 294                                                      |
| 1841 | 1841                                                     |                                                          | 272                                                      | 272                                                      |
| 1846 | 1846                                                     |                                                          | 394                                                      | 394                                                      |
| 1851 | 1851                                                     |                                                          | 383                                                      | 383                                                      |
| 1856 | 1856                                                     |                                                          | 355                                                      | 355                                                      |
| 1861 | 1861                                                     |                                                          | 366                                                      | 366                                                      |
| 1866 | 1866                                                     |                                                          | 264                                                      | 264                                                      |
| 1872 | 1872                                                     |                                                          | 333                                                      | 333                                                      |
| 1876 | 1876                                                     |                                                          | 308                                                      | 308                                                      |
| 1881 | 1881                                                     |                                                          | 320                                                      | 320                                                      |
| 1886 | 1886                                                     |                                                          | 294                                                      | 294                                                      |
| 1891 | 1891                                                     |                                                          | 312                                                      | 312                                                      |
| 1896 | 1896                                                     |                                                          | 271                                                      | 271                                                      |
| 1901 | 1901                                                     |                                                          | 264                                                      | 264                                                      |
| 1906 | 1906                                                     |                                                          | 251                                                      | 251                                                      |
| 1911 | 1911                                                     |                                                          | 264                                                      | 264                                                      |
| 1921 | 1921                                                     |                                                          | 225                                                      | 225                                                      |
| 1926 | 1926                                                     |                                                          | 221                                                      | 221                                                      |
| 1931 | 1931                                                     |                                                          | 212                                                      | 212                                                      |
| 1936 | 1936                                                     |                                                          | 187                                                      | 187                                                      |
| 1946 | 1946                                                     |                                                          | 184                                                      | 184                                                      |
| 1954 | 1954                                                     |                                                          | 173                                                      | 173                                                      |
| 1962 | 1962                                                     |                                                          | 167                                                      | 167                                                      |
| 1968 | 1968                                                     |                                                          | 146                                                      | 146                                                      |
| 1975 | 1975                                                     |                                                          | 136                                                      | 136                                                      |
| 1982 | 1982                                                     |                                                          | 163                                                      | 163                                                      |
| 1990 | 1990                                                     |                                                          | 207                                                      | 207                                                      |
| 1999 | 1999                                                     |                                                          | 231                                                      | 231                                                      |
| 2006 | 2006                                                     |                                                          | 228                                                      | 228                                                      |
| 2011 | 2011                                                     |                                                          | 247                                                      | 247                                                      |
| 2016 | 2016                                                     |                                                          | 285                                                      | 285                                                      |
| Quelle(n): EHESS/Cassini bis 1999, INSEE ab 2006 Anmerkung(en): Ab 1962 offizielle Zahlen ohne Einwohner mit Zweitwohnsitz |                                                          |                                                          |                                                          |                                                          |

## Kultur und Sehenswürdigkeiten

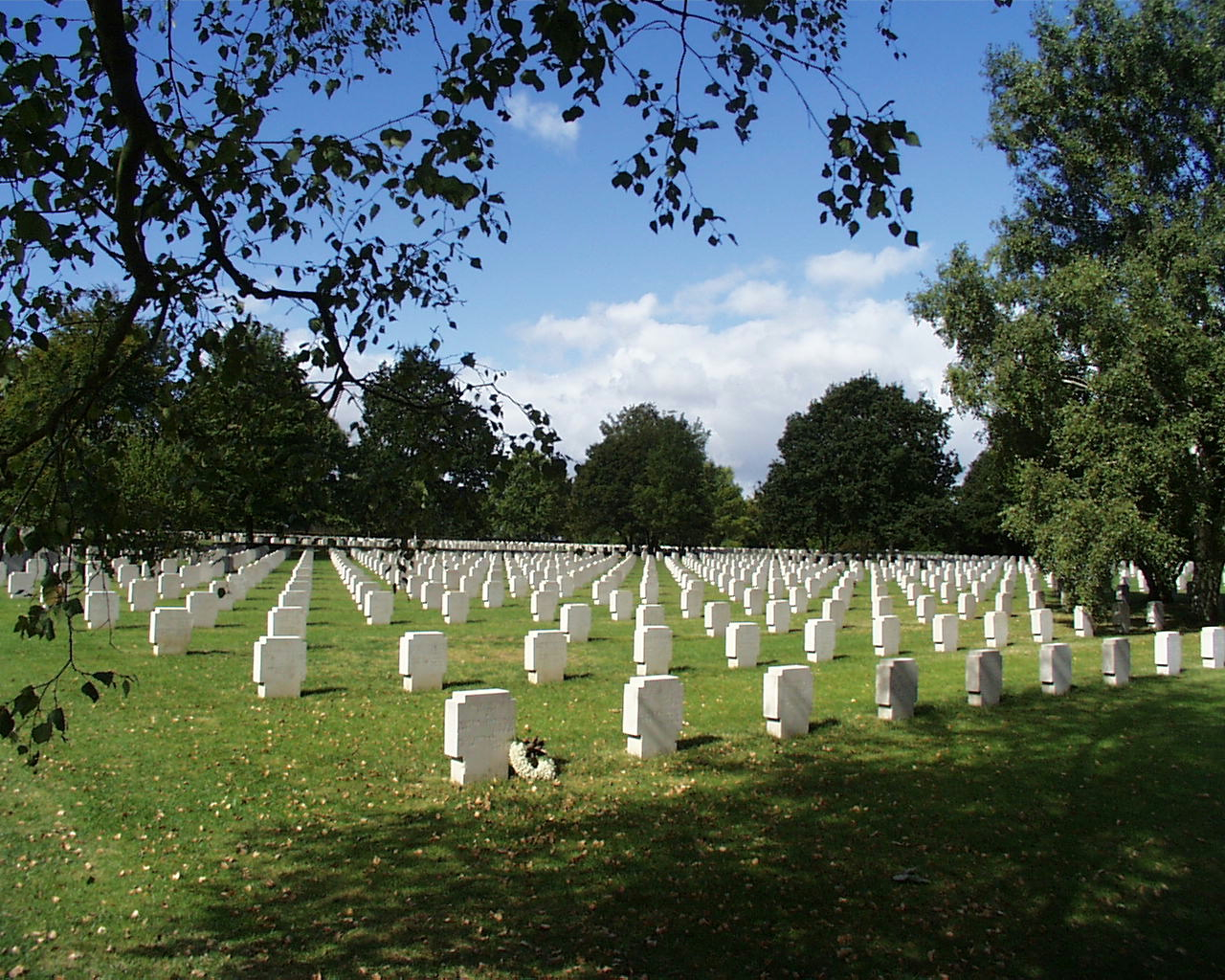
Soldatenfriedhof

- Deutscher Soldatenfriedhof